# آر إم إس كوين ماري
ار ام اس كوين ماري هي عابرة محيط منتظمة مملوكة لكونارد لاين (ثم كونارد وايت لاين) سميت على اسم الملكة ماري اوف تاك. بدات الخدمة في وسحبت منها في بعد قيامها بنقل الجنود خلال الحرب العالمية الثانية وخدمتها كعابرة محيط لعقدين آخرين. ترسو السفينة الآن بصفة دائمة بلونق بيتش بكاليفورنيا. وهي على قائمة السجل الوطني للاماكن التاريخية الأمريكي.